# Bromuniola gossweileri
Bromuniola es un género monotípico de plantas herbáceas perteneciente a la familia de las poáceas. Su única especie: Bromuniola gossweileri Stapf & C.E.Hubb., es originaria de Angola.